# Lyrical Son
Lyrical Son, pseudonimo di Festim Arifi (Pristina, 28 gennaio 1984), è un rapper kosovaro di etnia albanese.

## Biografia
Lyrical Son ha ottenuto il suo primo piazzamento nella Schweizer Hitparade con l'album in studio Rapsodët n'rap t'sotit, in collaborazione con MC Kresha, entrato nella top five. Anche i dischi collaborativi successivi Muzikë e alltisë (2022) e 1618 (2024) hanno fatto entrambi l'ingresso nella classifica svizzera, rispettivamente in 35ª e 7ª posizione.

## Discografia

### Album in studio
- 2008 – Recept
- 2011 – Për inati t'njoni tjetrit (con MC Kresha)
- 2013 – Zimasamshevy
- 2016 – Rapsodët n'rap t'sotit (con MC Kresha)
- 2022 – Muzikë e alltisë (con MC Kresha)
- 2024 – 1618 (con MC Kresha)

### Singoli
- 2013 – Shqiptart e pare n hane (con Gent Fatali e Sajki)
- 2013 – Çele çadren (con MC Kresha e Lumi B feat. DJ Flow)
- 2018 – Princess Diana (con Ledri Vula)
- 2019 – Pasite (con Tayna e MC Kresha)
- 2019 – Rick Ross (con Lluni e MC Kresha)
- 2020 – Ajo po don (con MC Kresha)
- 2021 – Criminal Immigrant (con MC Kresha)
- 2021 – Dilem jasht (con MC Kresha)
- 2021 – Llafe llafe (con Dafina Zeqiri)
- 2021 – Private (con Semi e MC Kresha)
- 2021 – Maje (con Lumi B e MC Kresha)
- 2022 – Benzo (con Elinel)
- 2022 – Si kalama (con Besa)
- 2023 – Kaluse (con Agon Amiga)
- 2023 – Fluturu (con Kida e MC Kresha)
- 2023 – Shake It (Kanga e Drake) (con MC Kresha)
- 2024 – Tortura (con Dhurata Dora e MC Kresha)